# Линия смерти (фильм, 1991, США)
«Линия смерти» — кинофильм.

## Сюжет
Фильм рассказывает о деятельности мафии. Главный герой фильма — кореец Джой Ли. Он ввязался в борьбу с мафией и даже украл у них 2 миллиона долларов. Мафия пытается найти своего врага, но он попадает в тюрьму и его не удаётся достать.
Тогда мафиози решают действовать по другому — они находят брата Джоя. Дело завершается кровавой разборкой — убит и сам брат и вся его семья. Через 10 лет, отмотав тюремный срок, Джой Ли пытается отомстить своим врагам, которые убили его брата.

## В ролях
- Бобби Ким
- Майкл Паркер
- Уэйн Лоуэри
- Марлен Зиммермэн
- Майкл Форд
- С. Р. Вальдес
- Бен Пфайффер
- Клиф Уиллис